# Atra Mors
Atra Mors es el quinto álbum de estudio completo de la banda de Americana Doom metal Evoken. Fue lanzado a través de Profound Lore Records el 31 de julio de 2012.  Cinco años después del álbum de estudio anterior A Caress of the Void y también el lanzamiento número 100 de Profound Lore. El nombre Atra Mors es en latín para "Black Death".

## Lista Canciones
| N.º | Título                       | Duración |  |
| 1.  | «Atra Mors»                  | 11:55    |  |
| 2.  | «Descent into Chaotic Dream» | 11:14    |  |
| 3.  | «A Tenebrous Vision»         | 2:20     |  |
| 4.  | «Grim Eloquence»             | 9:40     |  |
| 5.  | «An Extrinsic Divide»        | 10:12    |  |
| 6.  | «Requies Aeterna»            | 1:59     |  |
| 7.  | «The Unechoing Dread»        | 9:48     |  |
| 8.  | «Into Aphotic Devastation»   | 10:07    |  |

## Integrantes
- John Paradiso – guitarra, vocal
- Chris Molinari – guitarra
- Dave Wagner – bajo
- Vince Verkay – baterista
- Don Zaros – teclados